# 俄土戰爭 (1806年—1812年)
第八次俄土战争发生于1806年至1812年间，是俄罗斯帝国与土耳其帝国之间的俄土战争的一部分。

## 背景
在拿破仑战争的大背景下，第七次俄土战争于1805-06年间爆发。1806年，鄂圖曼苏丹塞利姆三世乘着俄国在奥斯特利茨会战中战败的时机，依仗法兰西帝国的支持，废黜多瑙河公国的亲俄派王公。他们分别为瓦拉几亚公国的康斯坦丁·易普息兰梯，和摩尔达维亚公国的亚历山大·莫鲁西斯。与此同时，法兰西帝国派兵进驻达尔马提亚，随时可以挺进多瑙河公国。为防范法军犯境，俄军四万人进入瓦拉几亚和摩尔达维亚。鄂圖曼苏丹遂封锁土耳其海峡，并正式对俄国宣战。

## 早期战事
在战争初期，由于俄国与法兰西帝国的关系仍不明朗，加上俄军主力正在普鲁士与拿破仑的法军交战，沙皇亚历山大一世并不愿意集结大军对付奥斯曼帝国。1807年6月2日，米罗拉多维奇将军率4500余人于奥比勒什蒂击退了一次土军针对俄军驻守的瓦拉几亚首都布加勒斯特的庞大攻势。亚美尼亚战线上，古德维奇将军率7000余人，于6月18日在阿尔帕恰依摧毁了一支2万人的土军部队。同时，谢尼亚文海军上将手下的俄罗斯海军封锁了达达尼尔海峡，并击败了土耳其舰队；塞利姆三世随即被废黜。一个月后，土耳其海军在亚索斯海战中全军覆没，将制海权拱手让给了俄罗斯。

## 1808-10年间战事
俄国与法国签订提尔西特和约变相令战争得以继续下去。拿破仑胁迫俄罗斯沙皇与土耳其签订停火协议，而沙皇却借助战事的空隙从普鲁士抽调部队增援比萨拉比亚战线。当南方的俄军兵力增加到8万人后，战争再次爆发。76岁高龄的俄军总司令普泽罗夫斯基亲王在一年之间仅仅略有寸进，终于在1809年8月被名将巴格拉季昂撤换，后者迅速渡过多瑙河攻陷多布罗加，随即围困了錫利斯特拉。然而，当巴格拉季昂得知一支5万人的土军正在赶来，他三思之后决定撤出多布罗加，退回比萨拉比亚。
1810年，尼古拉和谢尔盖·卡門斯基两兄弟重新点燃战火。他们击败了赶赴錫利斯特拉的土耳其援军，并于5月22日将土军逐出多布里奇。此时，錫利斯特拉已经孤立无援，守军在5月30日投降。10日后，卡门斯基围困了舒門要塞。他企图强攻这座要塞但被守军击败，部队损失惨重。俄军于7月22日强攻多瑙河渡口鲁塞时又承受了更多伤亡。卡门斯基于8月26日在巴廷出其不意地击溃了一支庞大的土军分队，在此之后直到9月9日才攻克鲁塞要塞。10月26日，卡门斯基在維丁击败了一支4万人的土军。俄军付出损失1500余人的代价，消灭了1万多敌军。
然而，年轻的尼古拉·卡門斯基在1811年2月4日染上重病。他病故之后，俄军指挥权落到郎热隆将军手里。到了此时，虽然俄军屡战屡胜，它却无法获得一场大捷以迫使土耳其求和。此外，俄法关系日益恶化，两国之间爆发战争只是时间问题。俄罗斯帝国必须快速解决南疆的战事以腾出手来对付拿破仑。面对困局，沙皇亚历山大一世起用自己不喜的名将库图佐夫担任俄军司令。

## 库图佐夫的战役（1811-12年）
一贯谨慎的库图佐夫撤出了錫利斯特拉，并开始缓缓向北撤退。库图佐夫的后退促使土军发动反攻收复失地。1811年，大維齊爾阿齐兹·艾哈迈德帕夏在最坚固的土军要塞舒門集结6万大军，反观库图佐夫仅能集结4万6千名经过5年征战已经疲惫不堪的士兵。然而，库图佐夫有着丰富的对土作战经验：他明白土军在第一轮骑兵冲锋时战斗力最强，一旦这一轮冲锋被打退，土军的战斗力就会迅速下滑。因此，俄军在会战中拥有优势。
1811年6月22日，两军第一场会战在鲁塞附近打响。不出所料，俄军步兵和炮兵迅速击退了土耳其部队，并随即击败土军。库图佐夫的胜利为他赢得一幅沙皇亚历山大一世的画像。随后，库图佐夫命令部队渡过多瑙河返回比萨拉比亚。这次意外的撤退使土耳其人以为他们获胜了，伊斯坦堡的土耳其人甚至开始设宴庆功。沙皇亚历山大一世勃然大怒并向库图佐夫索要解释，后者沉默以对。
俄军撤退之后，土军随即开始筹备新一次攻势。数月后，艾哈迈德帕夏率土军7万渡过多瑙河攻击俄军。主力5万人驻守西岸与俄军对峙，余下2万人驻守东岸保护弹药补给。1811年11月2日，一支俄罗斯骑兵分队秘密渡过多瑙河奇袭东岸土军，杀敌9千人，俘虏余下所有土军及其所有补给。俄军仅损失25名骑兵和9名哥萨克人。随后，俄罗斯全军出击，迅速包围了左岸土军主力。
库图佐夫获得情报指出艾哈迈德帕夏正试图逃离包围圈。由于土耳其律法不容许被围的大维齐尔参与和谈，库图佐夫刻意让艾哈迈德逃脱。随后，库图佐夫联络艾哈迈德帕夏，祝贺他成功逃脱并邀请他进行和谈。然而，大维齐尔仍然抱着获得增援的希望进行拖延。俄军于是夺取了所有外围要塞，并切断了包围圈内土军的补给线。
补给线被切断后，包围圈内的土军面临饥饿和疾病两大危机。库图佐夫提议给土军提供补给，延续土军士兵的生命。亚历山大一世并不赞同，然而库图佐夫解释保全土军士兵的性命变相可以使俄军挟持更多人质，有利迫使土耳其苏丹和谈。这个计划成功了：1812年5月28日，两个交战国间签订了布加勒斯特条约。

## 高加索战线
六年的战争并未为两国国界带来变动。与第六次俄土战争相比，高加索战线上的战斗更加激烈，但这里的战斗在战争中仍然占次要地位。俄军穿越高加索山脉兼并了格鲁吉亚，这包括格鲁吉亚西半边土耳其的传统属地。俄罗斯同时兼并了里海沿岸与格鲁吉亚以东仆从波斯帝国的几个汗国。现代亚美尼亚的属地，包括叶里温汗国和纳希契凡汗国的土地，仍属于波斯帝国。俄罗斯同时正在与波斯帝国进行俄波戰爭，但是土耳其和波斯两国互不相帮。俄罗斯派驻此地的总督分别为1806年：伊万·古德维奇，1809年：亚历山大·托马索夫，1811年：菲利普·保卢齐，1812年：尼古拉·瑞替習契夫。
战斗在1807年打响，普托西金海军少将迅速夺取阿纳帕。古德维奇率主力挺进阿哈爾齊赫，但是在强攻阿哈爾卡拉基时损失900人，被迫退回格鲁吉亚。针对卡尔斯和波季的次要战役也失败了。土军转入反攻，三次强攻久姆里无功而返，然后在阿尔帕恰依战役中被古德维奇彻底击溃。波斯沙王发来了贺信，这显示出两个穆斯林帝国之间的微妙关系。撤换古德维奇的托马索夫于1809年4月赶来。1810年，俄军攻陷了里海海滨的波季。保卢齐将军在阿哈爾卡拉基城下挡住了一次土军攻势。1810年11月，俄军攻击阿哈爾齊赫时由于军中爆发瘟疫而失败。1811年托马索夫请辞，保卢齐接过外高加索战线的指挥权。1811年间大批军队被调往欧洲战场应付拿破仑的威胁。这时，土军和波斯人企图联合起来，攻击久姆里。两军会师之后，一个库尔德人暗杀了来自埃尔祖鲁姆的领军维齐尔，令同盟瓦解。
保卢齐排遣彼得·科特利亚列夫斯基将军率军攻击阿哈爾卡拉基。他命令部队强行军越过冰封的山脉，避开交通主干道，并率军夜袭。先锋队神速登上城墙打得土耳其人措手不及。到了12月10日辰，他以死伤30人的代价攻占了这座要塞。科特利亚列夫斯基的战功为他在29岁赢得少将军衔。1812年2月21日，5000土军企图夺回阿哈尔卡拉基无果，三天后这支部队也被击败。保卢齐被派往西方参与对拿破仑的战争，瑞替習契夫成为高加索山南北所有部队的总司令。
到了这时，俄罗斯决定议和。两国赶在拿破仑入侵之前在五月签订布加勒斯特条约。土耳其丧失了比萨拉比亚，但收复了东边所有实地：波季，阿纳帕，和阿哈爾卡拉基。俄罗斯保留了阿布哈兹海岸的苏呼米。

## 后续
根据条约，奥斯曼帝国没有履行保护摩尔达维亚公国的承诺，反而将其东半部割让给俄罗斯，后者将这边土地更名为比萨拉比亚。俄罗斯势力延伸到多瑙河下游，并获得了一条经济，外交，和军事上都十分有利的新国界。由于俄罗斯归还了他们在外高加索地区攻占的土地，当地的国界线没有变动。
沙皇亚历山大一世在6月11日批准了这条条约，在俄法战争之前赢得了13天时间。军队司令们得以将大量派驻巴尔干的部队转移到西边迎战拿破仑。

## 延伸閲讀
- Ismail, F. . 1979  [2021-08-12]. （原始内容存档于2022-01-21）.
- Mikhailovskii-Danilevskii, Alexander. Mikaberidze, Alexander , 编.  Volume 1-2. West Chester: Nafziger Collection. 2002.
- Petrov, A.H.  Volume 1-3 Spb. 1885-1887.

## 参閲
- 拿破仑战争